# 広島電鉄850形電車
広島電鉄850形電車（ひろしまでんてつ850がたでんしゃ）は、広島電鉄が市内線（軌道線）から宮島線（鉄道線）への直通運転用車両として、1958年（昭和33年）に導入した電車（路面電車車両）である。
850形は1971年（昭和46年）に350形と改称・改番され、全車が市内線において運用されている。

## 概要
宮島線と市内線との直通運転を目的として先行導入された550形551の運用実績を踏まえ、1958年（昭和33年）3月に851 - 853の計3両がナニワ工機において新製された。
850形（以下「本形式」）の車体の設計は550形など従来車を踏襲したが、主要機器については550形551が加減速性能については一定以上の性能を備えたものの、実用的な最高速度が50km/h程度に留まり高速性能に難があったことを踏まえ、主電動機の特性見直しなど改良が加えられた。その結果、本形式は設計最高速度が60km/hに引き上げられ、宮島線内における高速運転に対応する性能を備える車両となった。
もっとも、本形式の後に直通運転用車両として新製された2000形・2500形と比較すると、本形式は常用制動が空気制動のみであったことから高速域からの制動力不足が指摘され、前掲2形式の増備に伴って市内線へ転用、1971年（昭和46年）に形式も350形と改められた。
本形式は現在でも宮島線への直通認可を有した状態であるものの、宮島線内に設置されている自動列車停止装置 (ATS) の車上装置を装備していないことから、営業列車としての宮島線への入線は不可能となっている。また、本形式は広島電鉄に在籍する車両中唯一の間接非自動制御車であり、運転士養成（乙種電気車免許取得）に際して教習・試験車両としても使用される。

## 仕様
全長12,000mmの全金属製車体を採用、550形に引き続いて側面腰板部に電照式のアクリル看板が1車両に付き4箇所設けられた。この電照式看板はその後2000形・2500形に踏襲されている。550形と異なり、正面の右・中央上部の通風口は廃止され、左側上部に小型の行先表示器が設けられた。
主電動機出力は50kWで1両当たり2基搭載、制御装置は間接非自動加速式、台車はNS-11を装着、制動装置はSM-3直通ブレーキを採用する。集電装置はZ形パンタグラフではなく菱形パンタグラフを搭載した、なお、352号については2022年8月にシングルアーム式パンタグラフへ交換している。

## 運用
1958年（昭和33年）6月より、市内線色ながら貸し切り運用で宮島線と直通運用を開始。1962年（昭和37年）1月の定期直通運用開始に合わせてオリエントピーチの地にライトベネチアンレッドの帯の直通色に変更されて、2000形・2500形とともに直通運用に充当された。その後、直通車両の増備で捻出され市内線用車両になった。
850形は1971年（昭和46年）5月1日付で350形351 - 353と改番された。これは同時期に神戸市交通局（神戸市電）より譲り受けた1100形・1150形電車を導入する際、広島電鉄における1000番台の形式は宮島線高床車の形式区分であったことから、前掲2形式を「850形」として導入する計画があったためとされる。
1975年（昭和50年）にワンマン改造が行われ、正面中央上部に小型の行先表示器が設けられ、従前の行先表示器のスペースはワンマン表示に転用された。
その後行先表示器の電動・大型化が行われ、1984年（昭和59年）6月から7月にかけて三菱電機の直流交流変換駆動方式（三菱MDA方式）CU77A集中型（21,000kcal/h×1）で冷房改造が行われた。床下スペースの関係で、500形・550形と同様に補助電源の静止形インバータ (SIV) を屋根上に設置した。

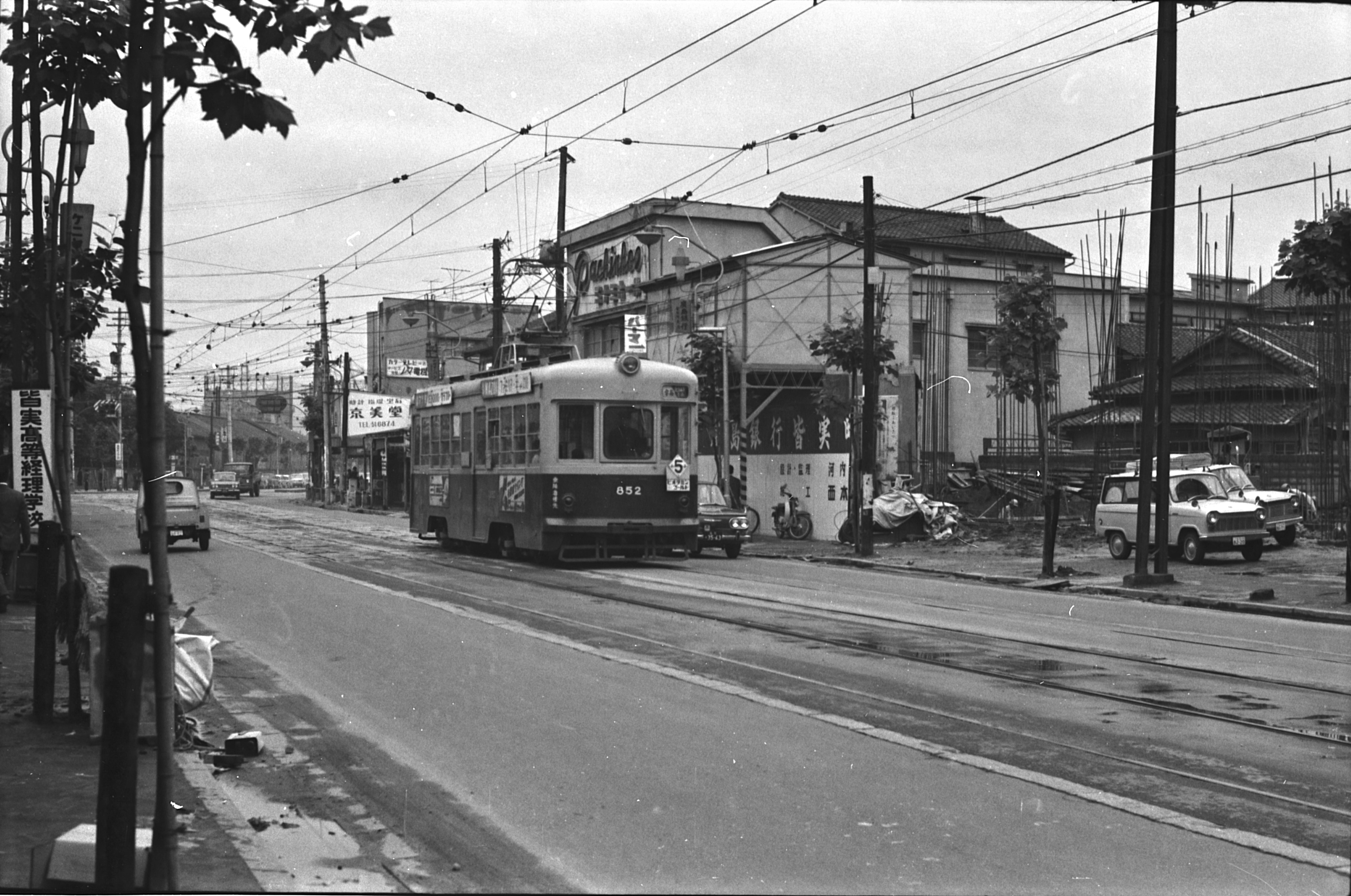
広島電鉄　852号　昭和41年6月　広島市皆実町

宮島線から撤退後、3両とも千田へ配置されて長らく1.3.5号線で使われてきたが2020年（令和2年）5月下旬より353号、6月中旬より351号が、江波へ転属して朝ラッシュ時に主に8号線で運用されていた。
しかし使われているのは353号のみで、351号はほとんど使用されていない。
2022年12月に351号と353号が荒手車庫に回送された。
2023年2月16日に広島電鉄公式Twitterアカウントより351号と353号がまもなく引退する事にともない、3月5日にラスト撮影会実施と発表。
その後、2023年3月15日に353号、2023年3月16日に351号が荒手車庫で廃車・解体された。

## 各車状況
| 車番 | 登場時車番 | 竣工          | 改番         | ワンマン化竣工 | 冷房改造      | 所属車庫     | 備考                            |
| ---- | ---------- | ------------- | ------------ | -------------- | ------------- | ------------ | ------------------------------- |
| 351  | 851        | 1958年3月20日 | 1971年5月1日 | 1975年2月-4月  | 1984年6月28日 | 江波車庫所属 | 2023年3月16日に荒手車庫にて解体 |
| 352  | 852        | 1958年3月20日 | 1971年5月1日 | 1975年2月-4月  | 1984年7月13日 | 千田車庫所属 | シングルアーム式パンタ搭載      |
| 353  | 853        | 1958年3月20日 | 1971年5月1日 | 1975年2月-4月  | 1984年7月4日  | 江波車庫所属 | 2023年3月15日に荒手車庫にて解体 |